# Kirche von Guldrupe

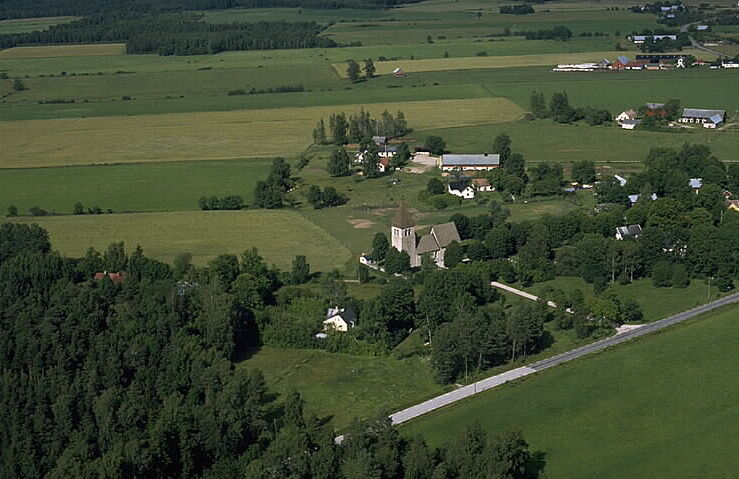
Kirche von Guldrupe

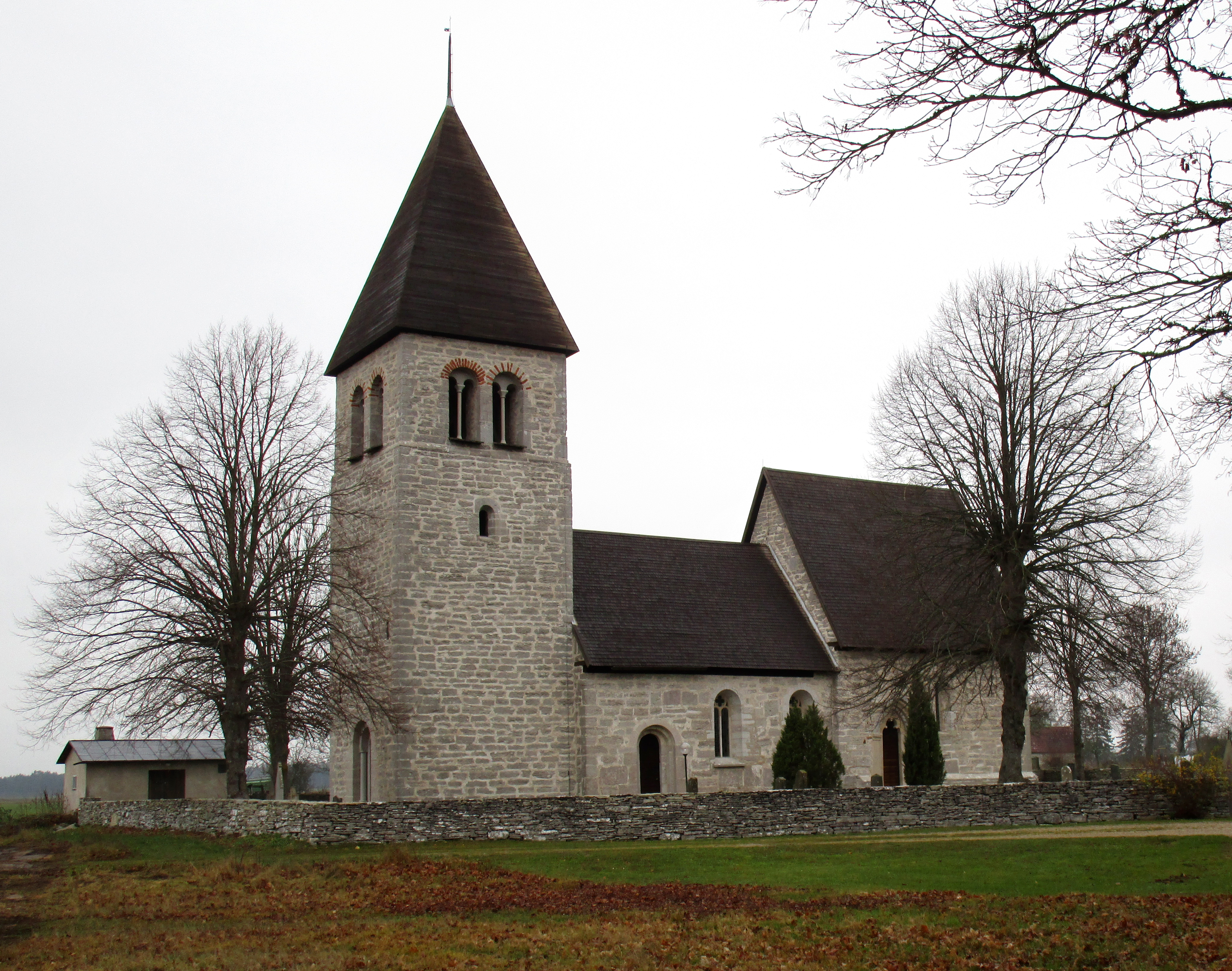
Kirche von Guldrupe, 2014

Die Kirche von Guldrupe (schwedisch Guldrupe kyrka) ist eine im 12. Jahrhundert eingeweihte gotisch-romanische Landkirche auf der schwedischen Insel Gotland. Sie gehört zur Kirchengemeinde (schwedisch församling) Vänge im Bistum Visby. Es ist eine so genannte Sattelkirche, deren Chor höher ist als das Langhaus.

## Lage
Die Kirche liegt im westlichen Landesinnern von Gotland, 24 km südlich von Visby, 8 km südlich von Roma, 22 km nördlich von Hemse und 14 km nordwestlich von Klintehamn.

## Kirchengebäude
Eichenplanken mit Drachenornament, die sich im Museum Gotlands Fornsal in Visby befinden, deuten auf eine frühere Holzkirche hin, die es im Kirchspiel (schwedisch socken) Guldrupe gab.
Die heutige Kirche ist aus gehauenem Kalkstein und besteht aus einem Langhaus, einem rechteckigen Chor im Osten, einem Kirchturm im Westen und einer Sakristei im Norden des Chors. Das Langhaus wurde in der zweiten Hälfte des 12. Jahrhunderts zusammen mit einem kleineren Chor errichtet, der heute nicht mehr existiert.  In der ersten Hälfte des 13. Jahrhunderts folgte der Turm und am Ende des 13. Jahrhunderts kam der gotische Chor mit der Sakristei hinzu. Die Pläne, das heutige Langhaus durch ein größeres im gotischen Stil zu ersetzen, wurden niemals ausgeführt. Die hohe pyramidenförmige Haube des Turms ist von Interesse, weil die Konstruktion zum größten Teil ursprünglich ist.  Auf den Hölzern befinden sich eingehauene Runen als Anleitung für die Turmbauer. Mittelalterliche Mauerkronenbalken mit Schnurornamenten  sind an den Traufen des Langhauses erhalten. Das Langhausportal ist noch ursprünglich, aber die Fenster stammen von 1865. Das Langhaus, das am Anfang einen offenen Dachstuhl hatte, wird jetzt durch eine plane Innendecke gedeckt. Weite spitzbogige Öffnungen verbinden das Langhaus mit dem Turmraum und dem Chor. Der Chor ist durch ein Zeltgewölbe gedeckt, das in der Mitte zu einer Spitze zusammenläuft. Er wird durch eine Dreifenstergruppe in der Ostmauer beleuchtet. Das Sakristeiportal wurde wahrscheinlich vom älteren Chor übernommen. Bei der Restaurierung von 1964 bis 1965 unter der Leitung des Architekten Olle Karth wurde unter anderem das Innendach angehoben, da es den Triumphbogen abgeschnitten hat.

## Ausstattung
- Im Turmraum steht ein Taufstein aus Stein den Byzantios im 12. Jahrhundert gehauen hat.
- Die Kanzel ist aus dem 17. Jahrhundert. Sie wurde 1776 der Kirche von Vänge abgekauft.
- Ein Bild des heiligen Olav ist im 13. Jahrhundert gemacht worden und befindet sich auf einem der mittelalterlichen Seitenaltäre in der südöstlichen Ecke des Langhauses.